# Собор Святого Іоанна (Валлетта)
Собор Святого Іоанна (мальт. Kon-Katidral ta’ San Ġwann) — католицький собор в столиці Мальти місті Валлетта. Цей собор був побудований лицарями-госпітальєрами між 1573 та 1578 рр., який Великий Магістр Jean de la Cassière нарік як основний храм мальтійських лицарів ще за рік до початку будівництва. Дизайн собору, як і деякі інші будівлі в Валлетті, розробив мальтійський військовий архітектор Glormu Cassar.

## Фасад
Оскільки собор було побудовано через декілька років після Великої облоги Мальти 1565 р., в фасаді цієї будівлі прослідковуються ознаки військового форту.

## Інтер'єр

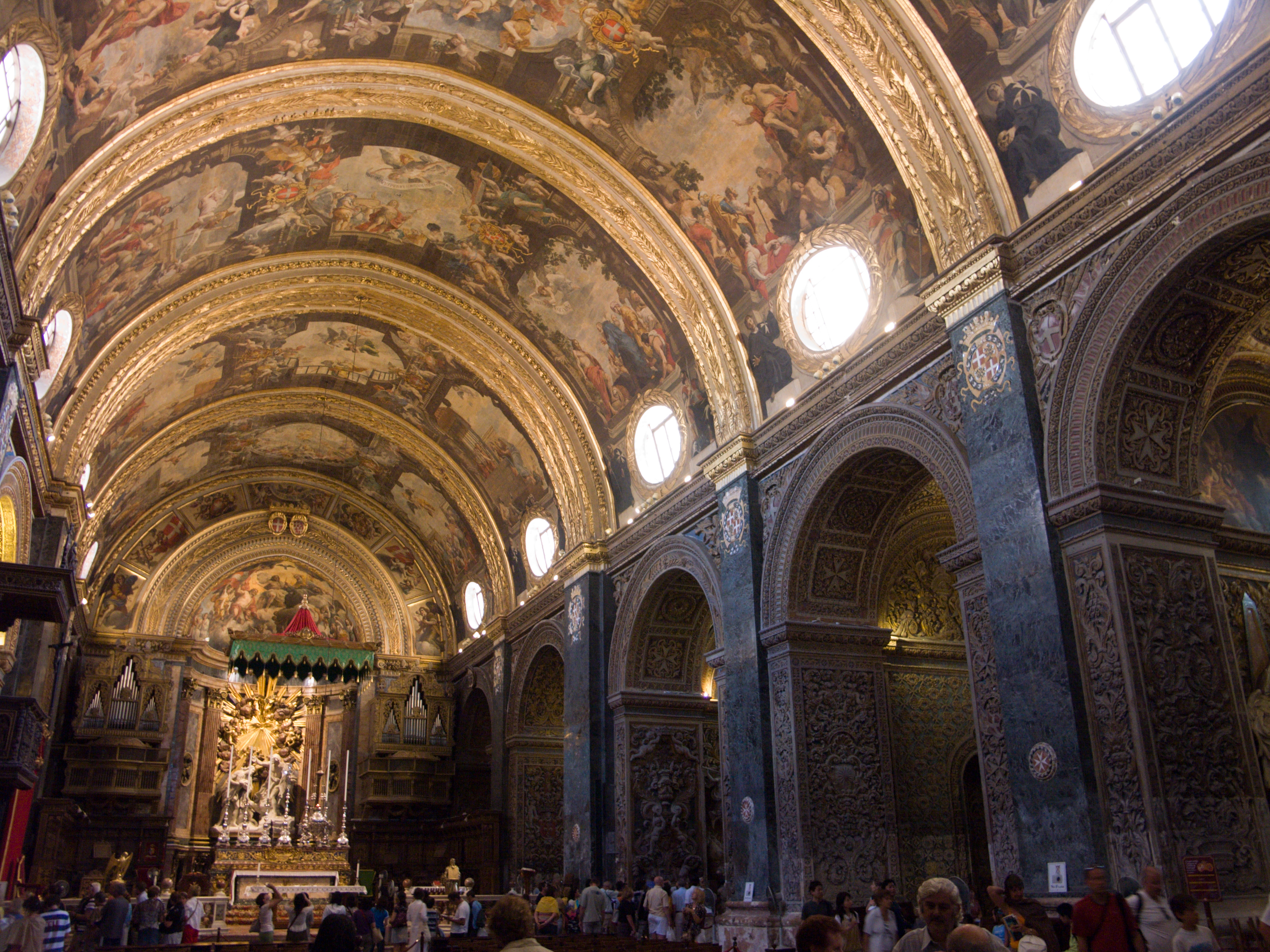
Інтер'єр собору

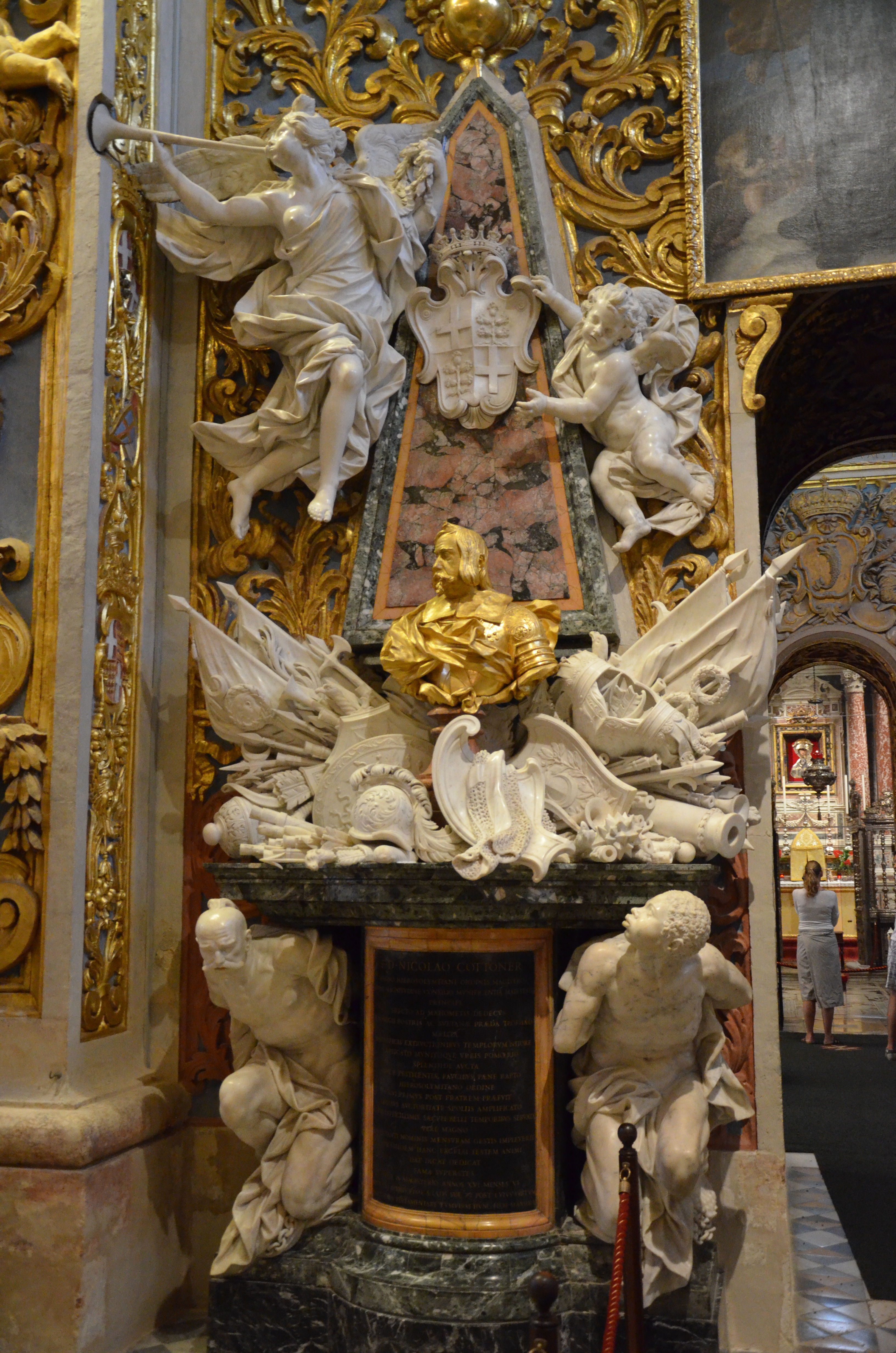
Монумент присвяченний Великому Магістру Ніколо Котанер в секції Арагону. Собор Святого Іоанна (Валлетта)

Інтер'єр собору різко контрастує з простим оздобленням фасаду, демонструючи надзвичайно багате  [Архівовано 17 липня 2012 у Wayback Machine.] оформлення епохи бароко. Велику частину інтер'єру було прикрашено калабрійським художником Маттіа Преті. Преті виконав складне різьблення кам'яних стін та прикрасив стелю і бічні вівтарі картинами, що демострують сцени з життя святого Іоанна. Цікаво, що намальовані фігури поруч із кожною колоною спочатку представляється глядачеві як 3-мірні статуї, але при найближчому розгляді можна побачити, що художник вміло створив ілюзію, за допомогою використання тіней і розміщення фігур. Слід також відзначити той факт, що різьблення було виконано на місці (in situ) на вже встановлених заготовках, а не окремо, а потім прикріплені до стін (stucco). Мальтійський вапняк, з якого побудований собор, був вдалим вибором як будівельний матеріал, оскільки добре піддається такому складному різьбленню.
Поряд з головним входом до собору знаходиться пам'ятник Великому Магістру Marc'Antonio Zondadari з Сієни, який був племінником Папи Римського Олександра VII.
В соборі Івана Хрестителя є скульптурна композиція, яка датується приблизно 1680 роком чи пізніше. В горішній частині композиції — бюст Великого маґістра Мальтійського ордену Ніколо Котанера (1660—1663 рр.), а підтримують його дві мармурові фігури — турок (ліворуч) і мавр (праворуч), уособлення ісламу й варварства. Турка часто помилково плутають з козаком.

## Стовпи
В соборі розміщені 8 стовпів, що симовлізують 8 регіонів, з яких походили лицарі.

### З лівої сторони собору
- Стовп Англо-Баварського ланга
- Стовп Прованса, присвяченний святому Михайлу
- Стовп Франції, присвячений святому Павлу
- Стовп Італії, присвяченний святій Катерині
- Стовп Німеччини, присвячений Епіфанії

### З правої сторони собору
- Стовп Святого Причастя
- Стовп Овернь
- Стовп Арагону, присвячений святому Георгію
- Стовп Кастилії, Леону та Португалії